# Lunnabackens naturreservat
Lunnabacken är ett naturreservat i Urshults socken i Tingsryds kommun i Småland (Kronobergs län).
Reservatet är skyddat sedan 1960 och är 6,3 ha stort. Det är beläget norr om Urshult vid sjön Åsnens sydöstra strand och består av ängar, grova träd och lundartade skog.

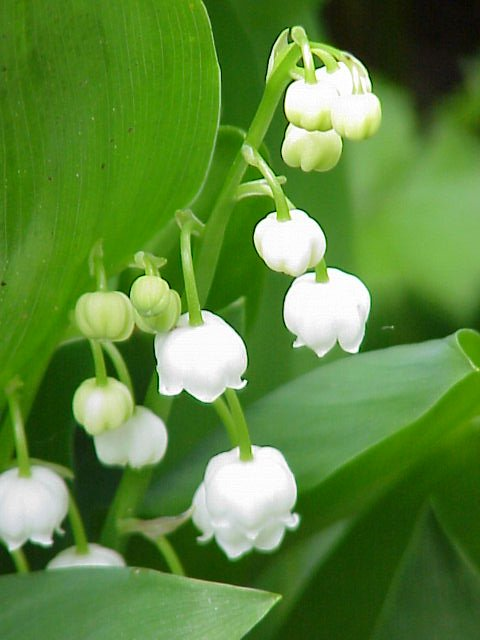
Liljekonvalj växer rikligt i reservatets ekbackar

Reservatet är delat i två områden. Den östra delen består av en slåtteräng som omges av ekbackar. Där ligger också Urshults sockens hembygdsgård, Odensvallahults säteri med mangårdsbyggnad, visthus, smedja och ladugård.
Den västra delen i sluttningen ner mot sjön Åsnen har ett bokbestånd. I reservatets omgivningar finns fruktodlingar, visningsträdgård, café och bed and breakfast.